# Palomino (paarden)
Palomino is een kleuraanduiding bij paarden. Het betreft een goudkleurige vacht gepaard aan witte manen en een witte staart. Er zijn meerdere variaties van dit kleurenschema, zoals sooty palomino.
Hoewel er een genetische basis voor is, wordt het niet als ras opgevat. Dit zou ook niet kunnen omdat het gen voor een 'echte' palomino niet volledig dominant is, zodat kruisingen van twee palomino's maar in de helft van de gevallen een palomino leveren, en verder een kwart cremello's en een kwart voskleurige veulens. Bijkomend probleem is dat de kleur in diverse rassen voorkomt, en geregistreerd werd als palomino, lang voordat men op de hoogte was van de achterliggende genetica. Een kruising tussen een cremello en een vos levert altijd een palomino op.

## Afbeeldingen

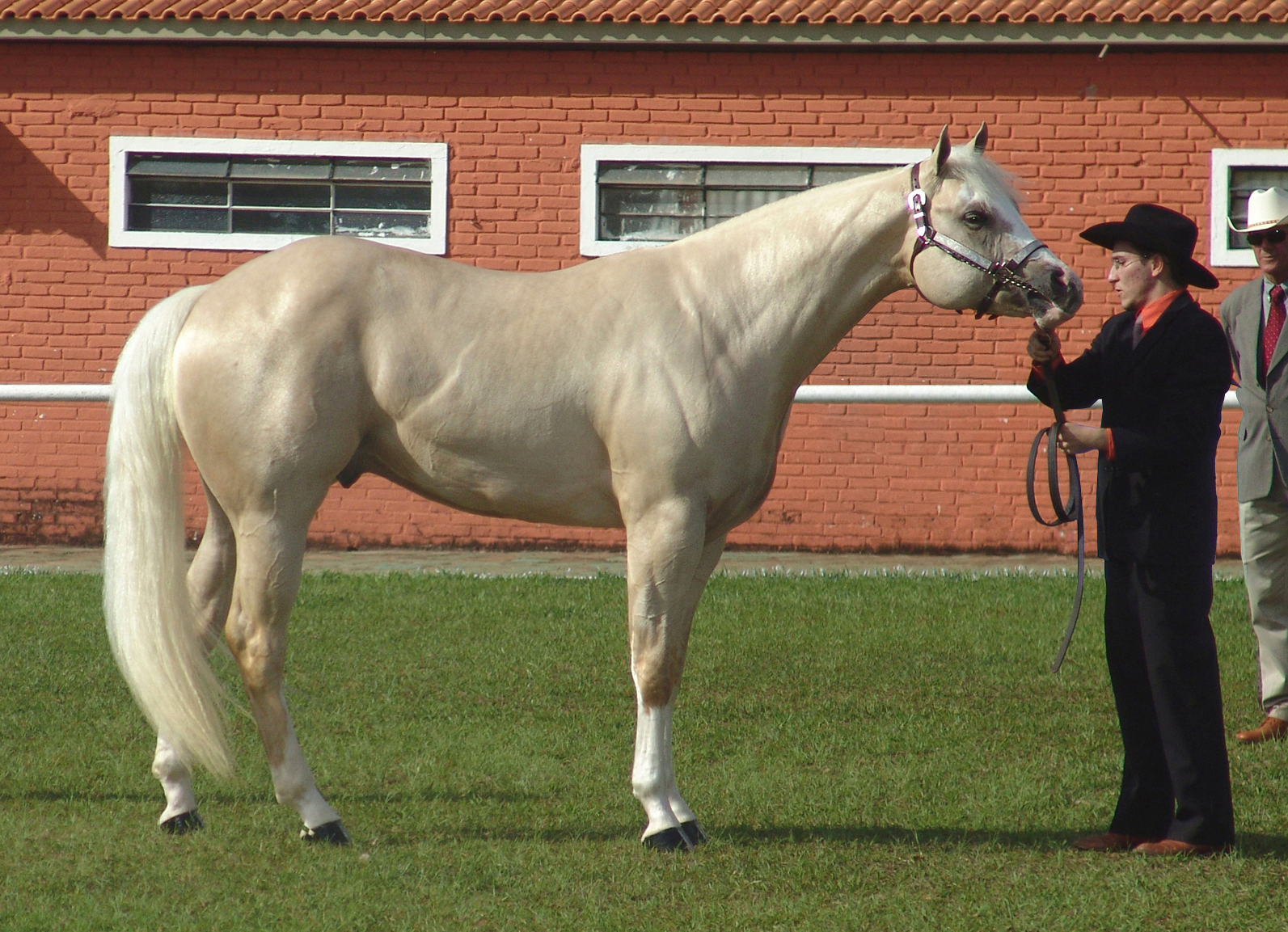
Zeer lichte palomino quarter horse met nog net een gouden waas. Met zijn donkere huid is het zeker geen cremello.
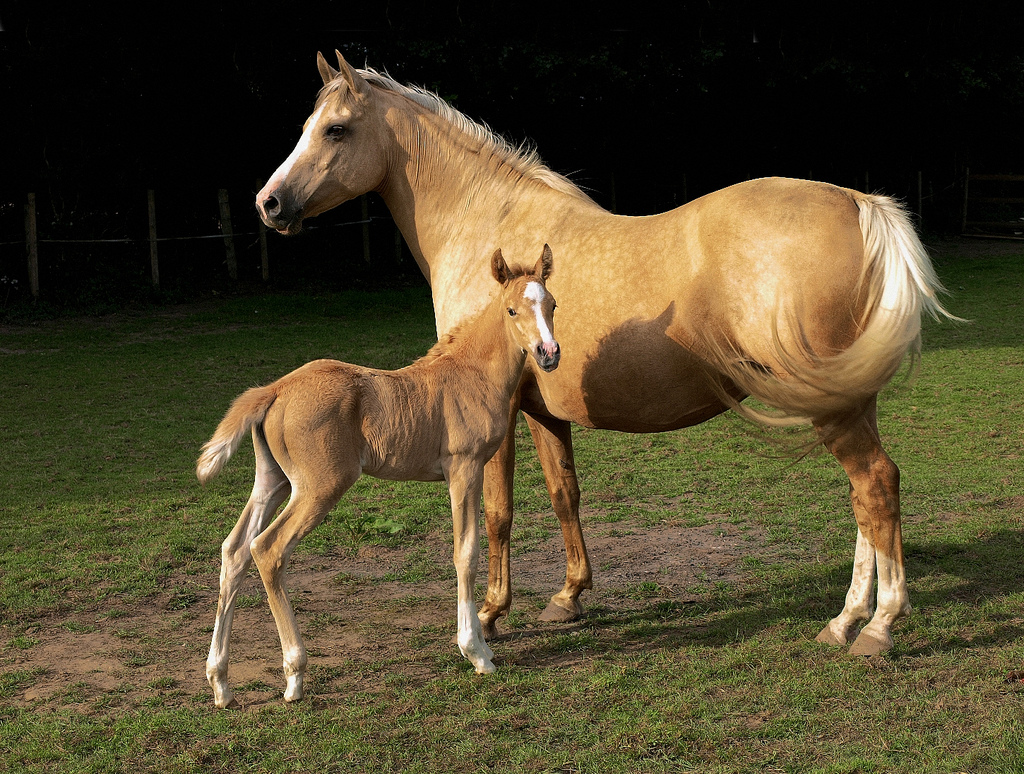
Palomino merrie en haar voskleurige veulen.